# Bo Stenström
Bo T. Stenström (*  1937) ist ein schwedischer Mathematiker, der sich mit Algebra (Ringtheorie) befasst.
Stenström war in den 1960er Jahren an der Universität Göteborg und der Technischen Hochschule Chalmers in Göteborg und später Universitätslektor an der Universität Stockholm.

## Schriften (Auswahl)
- Rings and Modules of Quotients, Lecture Notes in Mathematics, Springer 1971
- Rings of quotients : an introduction to methods of ring theory, Grundlehren der mathematischen Wissenschaften 217, Springer 1975
- Dynamical systems with a certain local contraction property, Mathematica Scandinavica, Band 11, 1962, S. 151
- Direct sum decompositions in Grothendieck categories, Arkiv för Matematik, Band 7, 1968, S. 427–432, Project Euclid
- Pure submodules, Arkiv för Matematik, Band 7, 1967, S. 159–171
- High submodules and purity, Arkiv för Matematik, Band 7, 1967, S. 173–176
- Radicals and socles of lattices, Archiv der Mathematik, Band 20, 1969, S. 258–261